# Цюрихский фонд Джеймса Джойса
Цю́рихский фонд Дже́ймса Джо́йса (англ. Zurich James Joyce Foundation, ZJJF; нем. Zürcher James Joyce-Stiftung) — историко-мемориальная и научно-исследовательская организация, способствующая изучению творчества ирландского писателя Джеймса Джойса, а также сохранению памяти о его особых отношениях с Цюрихом, где он провёл важнейшие годы своей жизни, умер и был похоронен в 1941 году.
Создан в 1985 году на основе частного собрания выдающегося швейцарского джойсоведа Фрица Зенна, до 2022 года бышего бессменным руководителем Фонда. Представляет собой архив, хранилище документов, специализированную библиотеку, литературный музей и место встреч исследователей и читательских групп.
Благодаря обширной коллекции тематических материалов и многочисленным научным мероприятиям, проводимым под его эгидой, Фонд зарекомендовал себя как один из ведущих европейских центров по изучению биографии и творческого наследия классика модернистской литературы.

## История

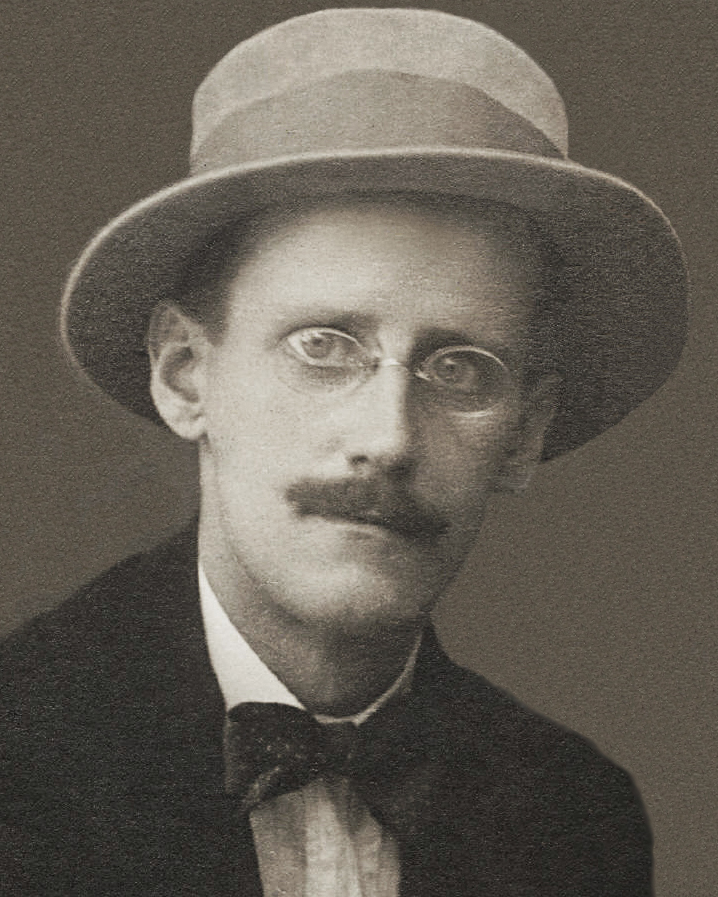
Джеймс Джойс. Портрет работы Алекса Эренцвайга. Цюрих, 1915

Фонд был основан 9 мая 1985 года по инициативе Рене Вольф (нем. Renée Wolf), секретаря Юбилейного фонда Союза швейцарских банков (нем. Schweizerische Bankgesellschaft, SBG, с 1998 года — UBS), и при поддержке Роберта Хольцаха — тогдашнего председателя совета директоров Союза, покрывавшего расходы, связанные с деятельностью Фонда, в течение первых шести лет. Дополнительный финансовый вклад в обеспечение работы Фонда внесли правительство кантона и ряд частных компаний Цюриха. Сегодня Фонд практически независим в финансовом отношении.
На этапе основания Фонд Джеймса Джойса располагался в цюрихском Старом городе (Альтштадте) по адресу Августинергассе, 28, после чего в марте 1989 года переехал на третий этаж Дома литературы Штраухоф по Августинергассе, 9 — оставаясь, таким образом, в пределах исторического центра Цюриха, в непосредственной близости от главной цюрихской улицы Банхофштрассе.
До 2022 года обязанности главы Фонда исполнял его фактический основоположник Фриц Зенн. Многолетними усилиями Зенна и кураторов Фонда Рут Френер (нем. Ruth Frehner, с 1985 по 2024) и Урсулы Целлер (нем. Ursula Zeller, с 1990 по 2024), отвечавших за разработку содержания и концепции его деятельности, а также за реализацию разнообразных проектов Фонда (выставки, публикации, юбилейные и праздничные мероприятия), Фонд превратился в главный центр европейского джойсоведения. С 2022 по 2024 год Френер и Целлер, сменив Зенна на посту главы Фонда, временно руководили организацией в должности управляющих директоров. В 2024 году директором Фонда стал швейцарский филолог и историк, научный сотрудник кафедры английского языка Цюрихского университета Мартин Мюльхайм (нем. Martin Mühlheim).

## Деятельность
В настоящее время Фонд не просто позиционирует себя как музей или библиотеку, но активно популяризует творчество Джеймса Джойса посредством выставок, тематических мероприятий, семинаров, симпозиумов и публикаций. Другая важная задача Фонда — уменьшить страх читающей публики перед Джойсом, традиционно относимым к «трудным» авторам. С этой целью Фонд поддерживает регулярную работу трёх читательских групп по изучению его главных романов: «Улисс» и «Поминки по Финнегану».

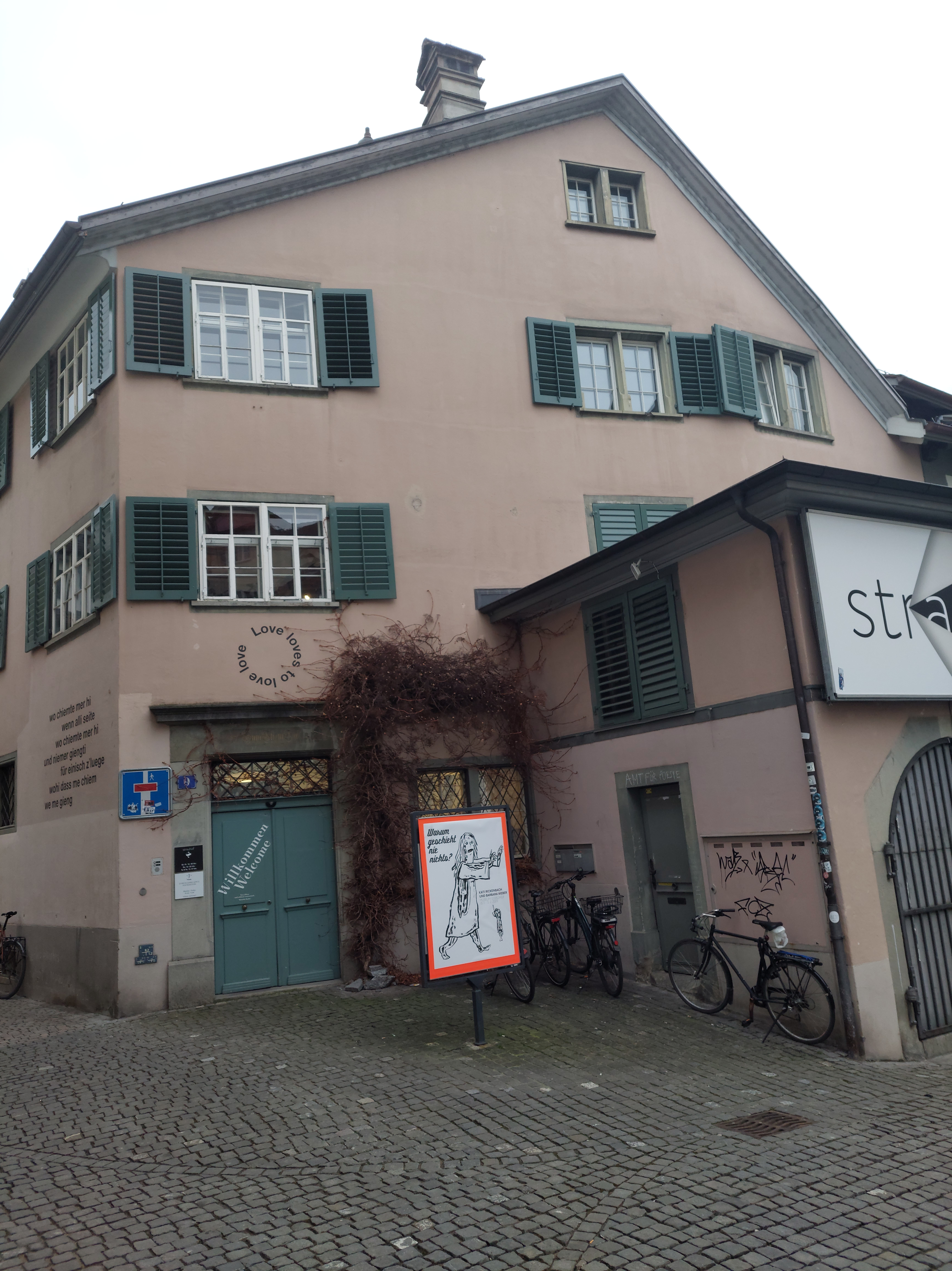
Общий вид
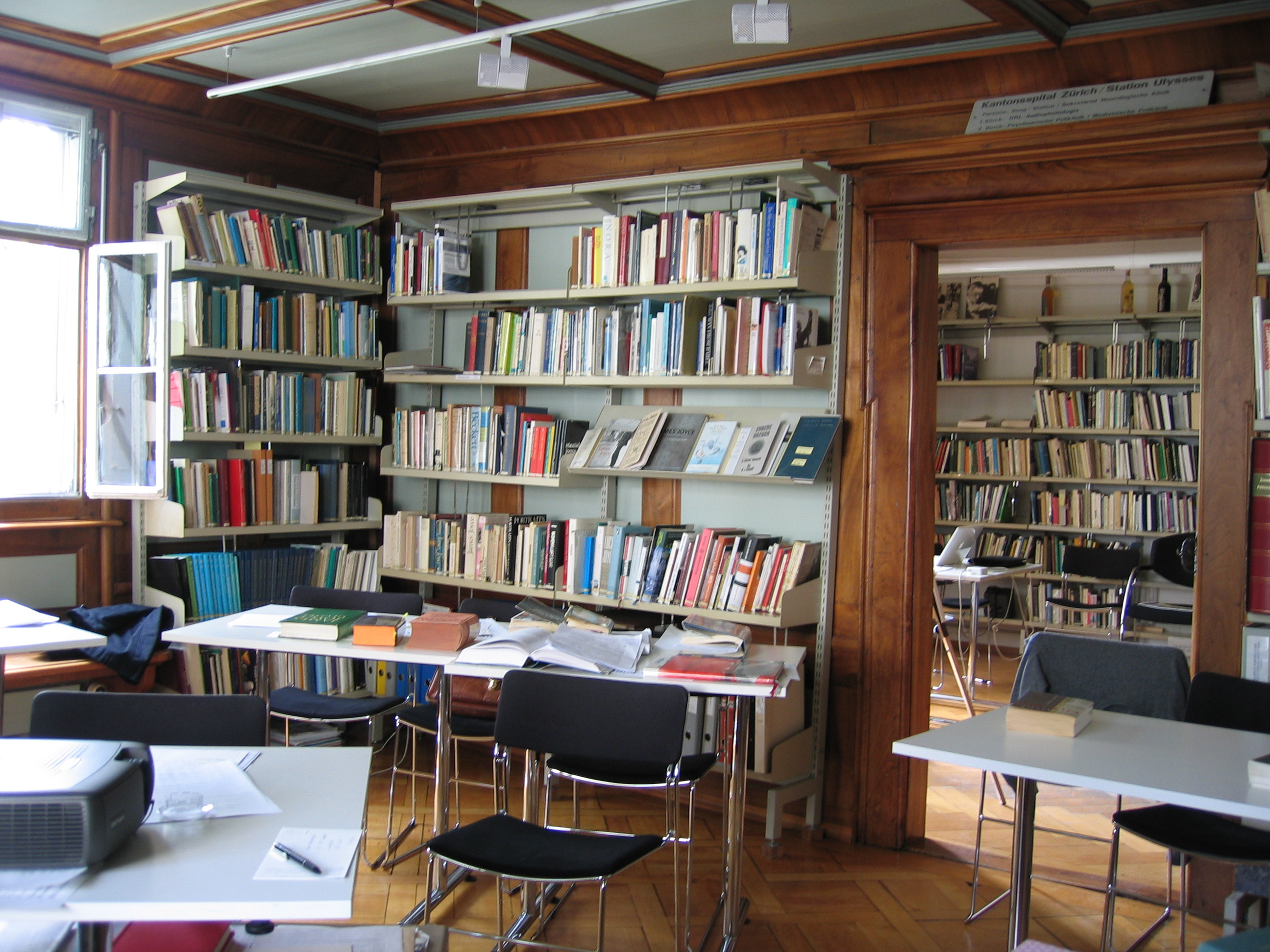
Библиотека
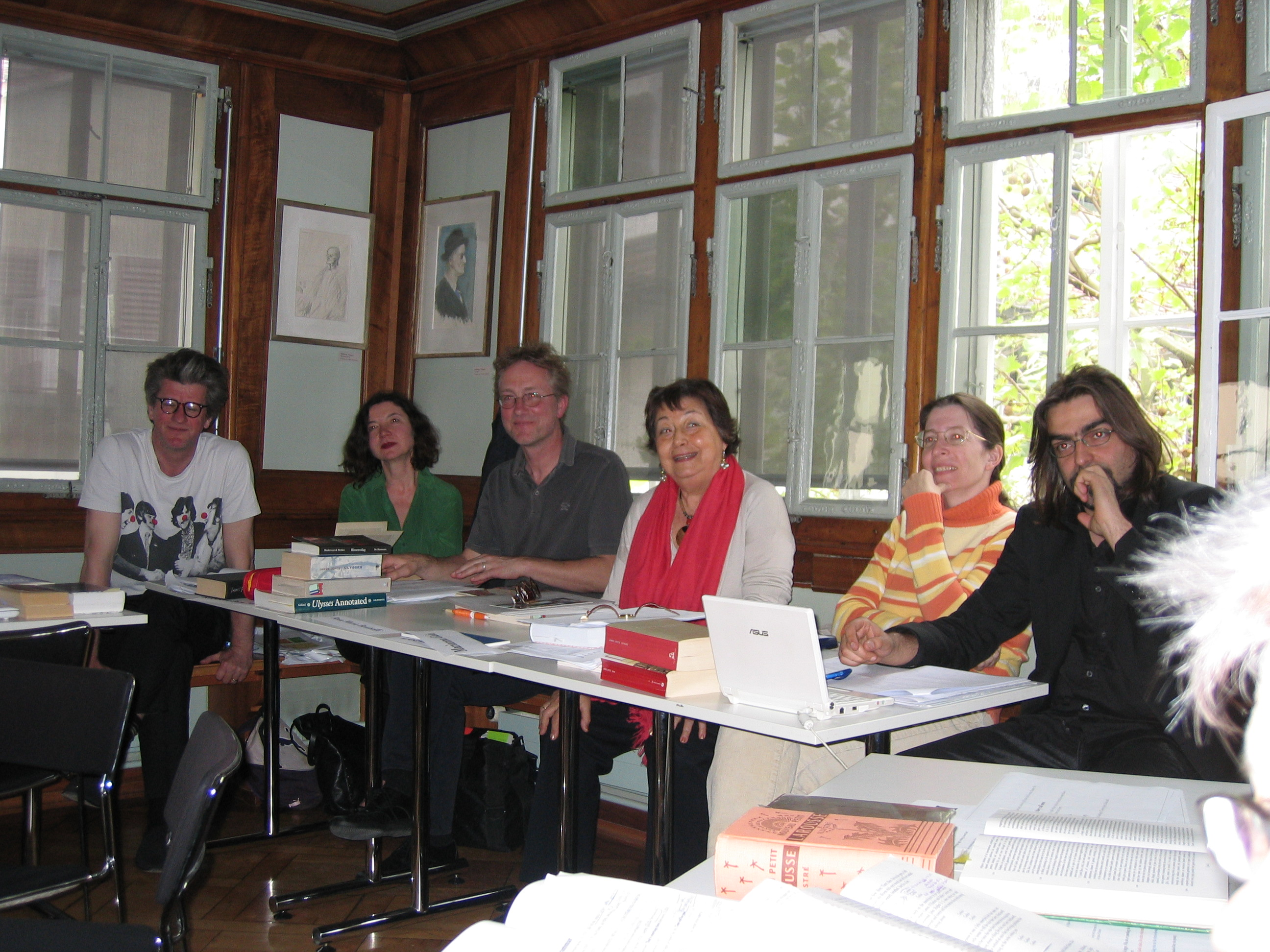
Переводческий семинар
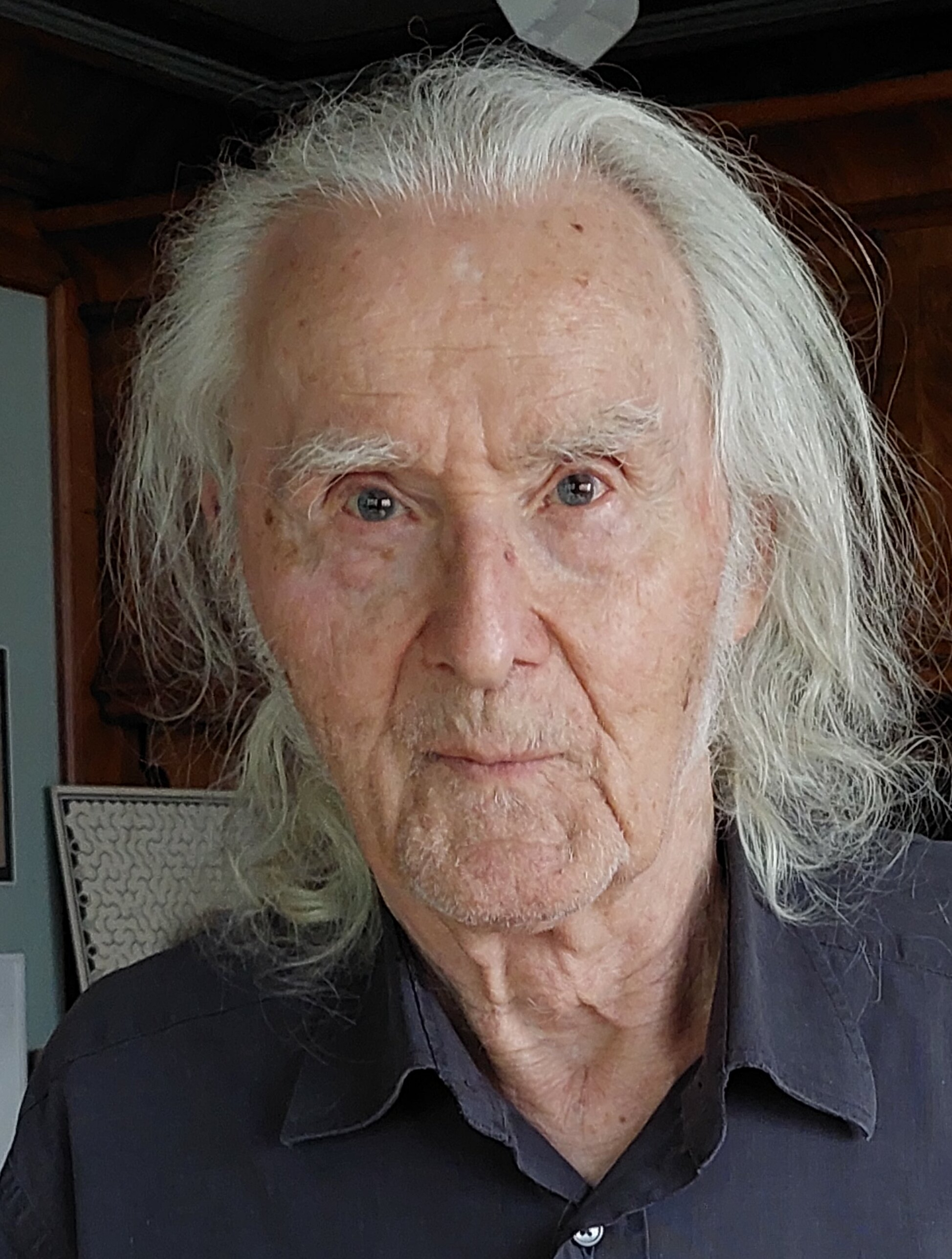
Фриц Зенн

## Собрание
Фонд располагает крупнейшим в континентальной Европе собранием книг и экспонатов, связанных с именем и творчеством Джеймса Джойса. Ядро собрания — тематическая библиотека, насчитывающая около 250 метров книжных полок и содержащая около 7 тыс. книжных наименований, в том числе editiones principes произведений Джойса разных лет, многочисленные иллюстрированные и коллекционные издания. Помимо первичной и вторичной литературы, в распоряжении Фонда находятся автографы, оригинальные издания, письма, фотографии, грампластинки, плакаты, специальные журналы и публикации, аудио-, видео- и DVD-записи джойсовских произведений, документальные фильмы о Джойсе, а также аутентичные реликвии, в том числе одна из двух посмертных масок писателя, две его трости, галстук и чемодан.
В целом собрание Фонда насчитывает около 400 томов оригинальных произведений, 700 томов переводов, 2800 томов вторичной литературы о Джойсе, 3200 томов справочников и иной первичной и вторичной литературы. Кроме того, имеются почти 200 автографов (почти половина из которых принадлежит самому Джойсу), около 600 звукозаписей, 50 видео- и DVD-дисков, 100 томов фотохроники, сотни афиш и других визуальных материалов, тысячи отдельных экспонатов.

## Друзья Цюрихского фонда Джеймса Джойса
В 1987 году для оказания идейной и финансовой поддержки Фонду было основано Общество друзей Цюрихского фонда Джеймса Джойса (нем. Verein der Freunde der Zürcher James Joyce-Stiftung). Главная задача организации — обеспечение краткосрочных грантов, позволяющих джойсоведам из других стран проводить разыскания в коллекции Фонда в течение одного или двух месяцев. Кроме того, Общество финансирует проведение под эгидой Фонда «Штраухофских лекций» (нем. Strauhof-Vorträge), помогает Фонду с организацией ежегодных праздничных мероприятий в рамках цюрихского Блумсдэя, а также собирает добровольные пожертвования на издание книг и другие проекты Фонда.